# Jobabo
Jobabo är en ort och kommun i Kuba.   Den ligger i provinsen Las Tunas, i den sydöstra delen av landet, 600 km öster om huvudstaden Havanna. Jobabo ligger 45 meter över havet och antalet invånare är 49 403.
Terrängen runt Jobabo är platt, och sluttar söderut. Runt Jobabo är det ganska tätbefolkat, med 65 invånare per kvadratkilometer. Jobabo är det största samhället i trakten. Trakten runt Jobabo består till största delen av jordbruksmark.